# Ximet
El Ximo o Pepito és un entrepà valencià, farcit de tomata, tonyina, pimentó, ou i pinyons, que es cuina arrebossat i fregit. És típic de Castelló i més concretament, de les Festes de la Magdalena, on reben la denominació de Ximos. En altres llocs del País Valencià, com el Cabanyal de València, es coneixen com a Pepitos, se solen fer amb titaina i són típics de la Setmana Santa.
A més d'aquest significat d'entrepà arrebossat, l'entrepà conegut com a Pepito també és qualsevol entrepà sense arrebossar que continga un filet de carn a dins. Per exemple, a Alacant ciutat el Pepito és un entrepà de vedella amb mantega untada en el pa.

## Recepta del Ximo
Una de totes les receptes de Ximos, proporcionada per La Cuina de Morera, és la següent:

### Ingredients
- 4 panets menuts o “pucetes”
- 2 tomaques
- 1 pimentó roig
- 1 ceba
- 1 llanda de tonyina en oli d’oliva
- 2 ous durs
- 2 ous frescos
- Pinyons
- Llet
- Bicarbonat
- Oli d’oliva 0,4
- Sal

### Elaboració
1. Sofregim la ceba i el pimentó.
2. Hi afegim la tonyina, els pinyons i la tomaca ratllada.
3. Ho rectifiquem de sal i hi agreguem bicarbonat.
4. Hi afegim els ous durs i ho deixem sofregir a foc baix.
5. Deixem refredar el sofregit.
6. Tallem la punta dels panets i els llevem la molla.
7. Farcim els panets amb la mescla i els tapem de nou.
8. Passem els panets per llet i per ou batut.
9. Els fregim en oli abundant i els reservem sobre paper absorbent.